# ساتیان
ساتیان یکی از روستاهای استان ایلام است که در دهستان نبوت بخش مرکزی شهرستان ایوان واقع شده ‌است. این روستا که در ۷ کیلومتری شهرستان ایوان واقع گردیده بافتی بسیار زیبا دارد و از نظر طرح هادی روستایی تا حد ۵۰ در صد پیش رفته و از نظر خیابان بندی و کوچه بندی در حد بسیار عالی و منظم چینش شده است و در عین حفظ بافت روستایی، دامداری و کشاورزی بافت شهری و امکانات مناسب نیز دارد.
روستای ساتیان بهشت شهر ایوان است. روستایی که زمین ‌های پوشیده از چمن آن در تمام سال می ‌تواند سرسبزی را به شما هدیه کند. بافت روستایی این منطقه بسیار زیباست و مردم مهمان ‌نواز آن همواره از گردشگران پذیرایی می ‌کنند، همچنین این روستا هرساله محل گذر کاروانان اربعین است.